# The Rolling Stones British Tour 1966
The Rolling Stones British Tour 1966 fue una gira de conciertos musicales realizada por la banda, que comenzó el 23 de septiembre de 1966 y finalizó el 9 de octubre del mismo año. El conjunto hizo dos shows por día en cada uno de los doce lugares de Inglaterra que visitaron.

## Miembros de la banda
- Mick Jagger voz, guitarra
- Keith Richards guitarra, voz, piano, bajo
- Brian Jones guitarra, piano
- Bill Wyman bajo
- Charlie Watts batería

## Fechas
- 23/09/1966  London, Royal Albert Hall
- 24/09/1966  Leeds, Odeon Theatre (2 shows)
- 25/09/1966  Liverpool, Empire Theatre (2 shows)
- 28/09/1966  Ardwick, Apollo Theatre (2 shows)
- 29/09/1966  Stockton-on-Tees, ABC Theatre (2 shows)
- 30/09/1966  Glasgow, Scotland, Odeon Theatre (2 shows)
- 01/10/1966  Newcastle-upon-Tyne, City Hall (2 shows)
- 02/10/1966  Ipswich, Gaumont Theatre (2 shows)
- 06/10/1966  Birmingham, Odeon Theatre (2 shows)
- 07/10/1966  Bristol, Colston Hall (2 shows)
- 08/10/1966  Cardiff, Wales, Capitol Theatre (2 shows)
- 09/10/1966  Southampton, Gaumont Theatre (2 shows)

## Canciones que tocaron
- "Paint It, Black"
- "Under My Thumb"
- "Get off of My Cloud"
- "Lady Jane"
- "Not Fade Away"
- "The Last Time"
- "19th Nervous Breakdown"
- "Have You Seen Your Mother, Baby, Standing in the Shadow?"
- "(I Can't Get No) Satisfaction"